# Hanna Chang
Hanna Chang (* 25. Februar 1998) ist eine US-amerikanische Tennisspielerin.

## Karriere
Chang spielt hauptsächlich Turniere der ITF Women’s World Tennis Tour und gewann dort bislang neun Einzeltitel und drei Doppeltitel.

## Turniersiege

### Einzel
| Nr. | Datum             | Turnier   | Kategorie   | Belag     | Finalgegnerin         | Ergebnis    |
| --- | ----------------- | --------- | ----------- | --------- | --------------------- | ----------- |
| 1.  | 26. Juni 2016     | Sangju    | ITF $10.000 | Hartplatz | Choi Ji-hee           | 6:2, 6:3    |
| 2.  | 3. September 2017 | Yeongwol  | ITF $15.000 | Hartplatz | Kim Dabin             | 7:5, 7:66   |
| 3.  | 17. Juni 2018     | Gyeongsan | ITF $15.000 | Hartplatz | Eri Shimizu           | 6:4, 6:2    |
| 4.  | 17. März 2019     | Arcadia   | ITF W15     | Hartplatz | Elizabeth Mandlik     | 7:5, 6:1    |
| 5.  | 28. Mai 2023      | Goyang    | ITF W25     | Hartplatz | Mananchaya Sawangkaew | 6:2, 6:4    |
| 6.  | 9. Juli 2023      | Lakewood  | ITF W15     | Hartplatz | Mary Stoiana          | 1:1 Aufgabe |
| 7.  | 2. Dezember 2023  | Veracruz  | ITF W40     | Hartplatz | Victoria Rodríguez    | 7:5, 6:1    |
| 8.  | 26. Mai 2024      | Goyang    | ITF W50     | Hartplatz | Aoi Ito               | 7:62, 6:4   |
| 9.  | 2. Juni 2024      | Changwon  | ITF W35     | Hartplatz | Petra Hule            | 6:4, 6:4    |

### Doppel
| Nr. | Datum             | Turnier         | Kategorie      | Belag     | Partnerin         | Finalgegnerinnen                         | Ergebnis          |
| --- | ----------------- | --------------- | -------------- | --------- | ----------------- | ---------------------------------------- | ----------------- |
| 1.  | 15. August 2021   | Landisville     | ITF W100       | Hartplatz | Alexa Glatch      | Samantha Murray Sharan Walerija Sawinych | 7:63, 3:6, [11:9] |
| 2.  | 20. November 2021 | Naples          | ITF W25        | Sand      | Elizabeth Mandlik | Hsu Chieh-yu Jessy Rompies               | 6:4, 1:6, [10:7]  |
| 3.  | 10. November 2024 | Veracruz        | ITF W50        | Hartplatz | Dalayna Hewitt    | Jessica Hinojosa Gómez Hiroko Kuwata     | 6:4, 7:5          |
| 4.  | 29. März 2025     | Puerto Vallarta | WTA Challenger | Hartplatz | Christina McHale  | Maya Joint Ena Shibahara                 | 2:6, 6:2, [10:7]  |